# Unité urbaine de La Bourboule
L'unité urbaine de La Bourboule est une unité urbaine française qui fait partie du département du Puy-de-Dôme et de la région Auvergne-Rhône-Alpes.

## Données globales
En 2010, selon l'Insee, l'unité urbaine de la Bourboule était composée de deux communes, toutes les deux situées dans le département du Puy-de-Dôme, plus précisément dans l'arrondissement d'Issoire.
Dans le nouveau zonage de 2020, le périmètre est conservé.

## Composition 2020 de l'unité urbaine
L'unité urbaine de La Bourboule est composée des deux communes suivantes :
| Nom                         | Code Insee | Département | Statut       | Superficie (km2) | Population (dernière pop. légale) | Densité (hab./km2) | Modifier                                    |
| --------------------------- | ---------- | ----------- | ------------ | ---------------- | --------------------------------- | ------------------ | ------------------------------------------- |
| La Bourboule (ville-centre) | 63047      | Puy-de-Dôme | ville-centre | 12,74            | 1 739 (2022)                      | 136                | modifier les données · modifier les données |
| Murat-le-Quaire             | 63246      | Puy-de-Dôme | banlieue     | 11,64            | 486 (2022)                        | 42                 | modifier les données · modifier les données |

## Évolution démographique
L'évolution démographique ci-dessous concerne l'unité urbaine selon le périmètre défini en 2020.
| 1968  | 1975  | 1982  | 1990  | 1999  | 2006  | 2011  | 2016  | 2022  |
| ----- | ----- | ----- | ----- | ----- | ----- | ----- | ----- | ----- |
| 2 878 | 2 759 | 2 803 | 2 548 | 2 542 | 2 532 | 2 400 | 2 258 | 2 225 |

## Pour approfondir